# John Fogerty
John Cameron Fogerty (Berkeley, California, 28 de mayo de 1945) es un cantante, compositor, multiinstrumentista, productor discográfico y guitarrista estadounidense, considerado uno de los mejores y más personales músicos del rock, dueño de una espectacular voz con amplios registros.
Conocido por su trabajo como líder y vocalista principal del grupo de rock Creedence Clearwater Revival responsable del "sonido Creedence" popular a fines de los años 60 e inicios de los 70 y más tarde teniendo un gran éxito grabando como artista en solitario con éxitos como Rock and roll girls. Está colocado en la posición N° 40 de los 100 grandes guitarristas y en el n.º 72 dentro de los 100 cantantes de acuerdo a la revista Rolling Stone. Es reconocido como uno de los más destacados cantantes, guitarristas y compositores de la historia del rock and roll. Ha influenciado en otros músicos como Kurt Cobain, Dave Grohl y Bruce Springsteen entre muchos otros.

## Biografía

### Primeros años
Fogerty nació en Berkeley, California y creció en El Cerrito (condado de Contra Costa, California), en el Área de la Bahía de San Francisco. Hermano menor del guitarrista Tom Fogerty, asistió a El Cerrito High School con otros miembros de Creedence Cleawater Revival y tomó lecciones de guitarra del Berkeley Folk Festival creado y producido por Barry Olivier. Pasó las vacaciones de verano en Putah Creek, cerca de Winters, California, inspirándose para el tema de la canción "Green River" (Río Verde) que sería éxito con Creedence Clearwater Revival.

### 1959-1966: The Golliwogs
Inspirado por los pioneros del rock and roll, especialmente por Little Richard and Bo Diddley, junto con su hermano Tom Fogerty se unieron con Doug Clifford y Stu Cook a finales de los años 1950's formando la banda "Tommy Fogerty y the Blue Velvet" en El Cerrito, California. Después de firmar con el sello discográfico de jazz Fantasy en 1965, se llamaron The Golliwogs y liberaron pocos sencillos que fueron ignorados. Siguiendo la fiebre "beat" de aquellos años, publicaron varias canciones al estilo brit pop como sencillos de escaso éxito, alcanzando cierto reconocimiento con el tema Brown Eyed Girl, (Chica de los ojos cafés) del músico norirlandés Van Morrison líder del grupo Them, famoso por el éxito de 1966: "Gloria". No confundir con la canción del mismo nombre aparecida en 1982 en la voz de Laura Branigan.

### 1967-1972: Creedence Clearwater Revival

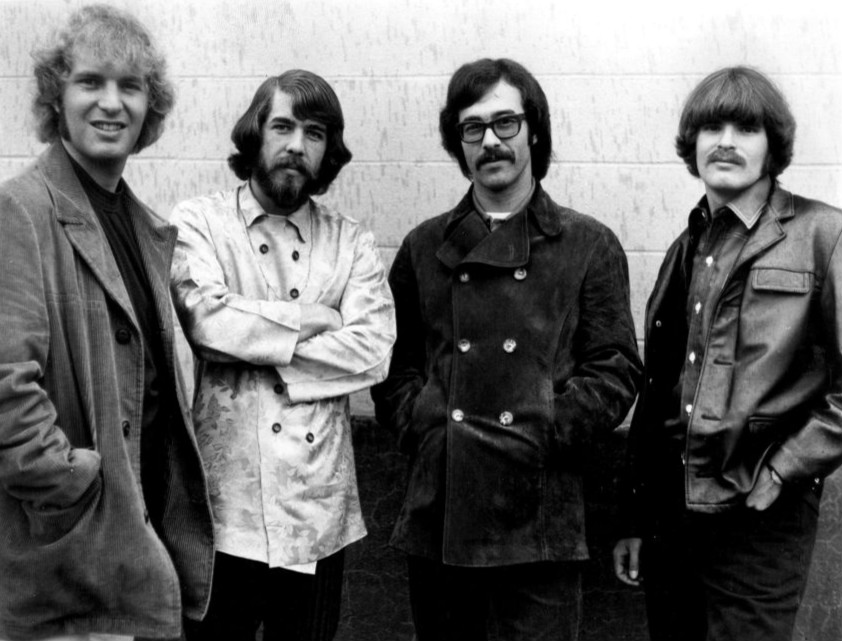
Creedence Clearwater Revival en 1968. De izquierda a derecha: Tom Fogerty, Doug Clifford, Stu Cook y John Fogerty.

Se unió a la Fuerza de Reserva unidad del ejército donde realizó su servicio militar en Fort Braggs, Fort Knox y Fort Lee. Fogerty fue liberado del ejército en julio de 1967 y regresó a The Golliwogs. Muchos fueron los desencuentros entre los productores de Fantasy y miembros de The Golliwogs, frente a la imposición de seguir tocando música beat, tendencia musical que ningún miembro de la banda compartía, siendo que los chicos de El Cerrito estaban mucho más ligados a las raíces folk, blues, country e incluso cajún (corriente musical traída por los inmigrantes franceses, residentes en el sur de los Estados Unidos). Blandiendo el lema "Hazlo o déjalo" cambiaron su nombre en ese mismo año: la banda se nombró Creedence Clearwater Revival, abordando finalmente una mezcla de los ritmos tradicionales estadounidenses, conocido hoy día como Southern Rock o Rock Sureño. En ese tiempo, tomó el lugar de su hermano como cantante principal en la banda. En 1968, se iniciaron mejores momentos para la banda. Debutó con álbum homónimo y también tuvo su primer éxito sencillo: "Susie Q", compuesto por Dale Hawkins, un éxito de fines de la década de los 50's. Otros éxitos seguirían con el sencillo "Proud Mary" y con la publicación en 1969 de Bayou Country, considerado uno de los mejores álbumes de la banda.
Fogerty como compositor de las canciones de la banda (así como guitarrista y cantante principal) sentía que sus opiniones musicales podrían dar más éxito que las de los otros, siendo el líder de la banda. Estos problemas internos afectaron a los sentimientos de que Tom también podría ser grande, causando que dejara el grupo en enero de 1971. Los otros dos miembros, el bajista Stu cook y el baterista Doug Clifford, tendrían un gran papel en el futuro de la banda. Con Fogerty empezaron a hacer cosas juntos, pero insistiendo Cook y Cliford que ellos también querían componer canciones y cantarlas, oportunidad que tuvieron en el álbum final de la banda "Mardi Gras", publicado en abril de 1972, el cual incluía los dos éxitos finales de la banda: el hit de 1971 "Sweet Hitch-Hiker" (Dulce pasajera) y "Someday Never Comes" (Algún día nunca llegará), llegando al lugar N° 20 de Billboard. Cook y Clifford le comentaron a Fogerty que los fanes no querían aceptar el álbum "Mardi Gras" como el disco de larga duración (LP) de Creedence Clearwater Revival. Pero les respondió: "Mi voz es un instrumento único y no prestaré mi voz a sus canciones". Les dio un ultimátum: lo aceptan o pueden irse inmediatamente. Aceptaron el ultimátum, pero el álbum recibió críticas muy pobres. No obstante, fue un éxito comercial, llegando al N° 12 y alcanzando el estatus de disco de oro. Esto generó pobres ventas de sus álbumes previos. El grupo se separó posteriormente. La única reunión con los cuatro miembros originales fue en la boda de Tom Fogerty en 1980. John, Doug y Stu tocaron por 45 minutos en la reunión de aniversario N° 20 de su clase y John y Doug se volvieron a reunir otra vez en el aniversario N° 25 de su clase en 1988.

### 1973-1984: Carrera en solitario
John Fogerty comenzó una carrera en solitario después de abandonar la Creedence Clearwater Revival con la publicación en 1973 de The Blue Ridge Rangers, en el cual Fogerty tocó todos los instrumentos en versiones de temas de música country como "Jambalaya". Previamente a la publicación del álbum, y bajo el nombre de The Blue Ridge Rangers, Fogerty publicó dos canciones de country & western, "You Don't Owe Me" y "Back In The Hills".
A comienzos de 1974, John publicó las canciones "Comin Down The Road" y "Ricochet" como sencillo. Su segundo álbum, titulado John Fogerty, fue publicado en 1975. Las ventas fueron pobres y pronto se vio involucrado en problemas legales que le apartaron de los estudios de grabación, a pesar de que la canción "Rockin' All Over the World" entró en los cuarenta primeros puestos de las listas de Billboard.
En 1976, Fogerty finalizó un álbum titulado Hoodoo. Un sencillo, "You Got The Magic", precedió a la publicación del álbum, aunque obtuvo pobres resultados. Hoodoo, del cual ya se habían impreso varias copias, fue rechazado por Asylum Records semanas antes de su programada publicación. El propio Fogerty solicitó al sello que eliminara las cintas originales del álbum a mediados de los 80 debido a su pronto carácter perfeccionista, que le llevó incluso a rechazar su propio álbum por considerar que, en ese momento, no estaba capacitado para componer.

### 1985-1996: Primer regreso
La carrera musical de Fogerty reemergió en 1985 con la publicación de Centerfield, su primer trabajo con Warner Bros. Records. Centerfield alcanzó el primer puesto en las listas e incluyó el sencillo "The Old Man Down The Road", aunque su publicación también se vio involucrada en problemas legales.
2 canciones del álbum, "Zanz Kant Danz" y "Mr. Greed", fueron consideradas como un ataque al fundador de Fantasy Records, Saul Zaentz. "Zanz Kant Danz" describe a un cerdo que no sabe bailar pero sí "robar el dinero". Cuando Zaentz emprendió acciones legales contra Fogerty, John publicó una nueva versión de la canción, renombrando al protagonista del tema como Vanz. Por otra parte, otra acción legal tuvo lugar al considerarse que "The Old Man Down The Road" compartía los mismos coros que "Run Through The Jungle", canción que Fogerty había compuesto en sus días con la Creedence y cuyos derechos de publicación controlaba Fantasy Records. En última instancia, John Fogerty ganó la batalla legal al probar que las dos canciones tenían distintas formas de composición.
En 1986, Fogerty publicó Eye of the Zombie, con un menor éxito de crítica que Centerfield. Fogerty realizó una gira de promoción del álbum renunciando a los clásicos de la Creedence Clearwater Revival. La temática de las canciones giró en una dirección musical más oscura, tratando temas como el terrorismo, los problemas sociales y el mercado discográfico. En los siguientes años, el propio Fogerty renunciaría a interpretar material del álbum en directo, aunque en 2009 incluyó "Change In The Weather" en su repertorio. Fogerty volvió a interpretar material de la Creedence a partir del 4 de julio de 1987 en un concierto homenaje a los veteranos de Vietnam en Washington D. C..
En 1990, su hermano Tom Fogerty falleció a los 48 años tras haber contraído el VIH en una transfusión de sangre. John Fogerty mencionó en una entrevista que el momento más duro de su vida fue cuando su hermano apoyó al sello Fantasy en una disputa de regalías, de modo que en el momento de la muerte de Tom ambos no se hablaban y nunca hicieron las paces.
Fogerty viajó en 1990 en busca de inspiración a Misisipi, visitando la tumba de la leyenda del blues Robert Johnson. Durante el viaje, Fogerty decidió comenzar a grabar un nuevo álbum e interpretar a menudo las canciones de la Creedence en directo.
Creedence Clearwater Revival fue inducida en el Salón de la Fama del Rock and Roll en 1993. John Fogerty renunció a tocar con Stu Cook y Doug Clifford durante la ceremonia. En sustitución de ambos, Fogerty reclutó a músicos de sesión de Los Ángeles y se unió a Bruce Springsteen y Robbie Robertson para tocar "Who'll Stop The Rain", "Born On The Bayou" y "Green River".

### 1997-2007: Segundo regreso
Fogerty volvió de nuevo a la industria musical en 1997 con la publicación de Blue Moon Swamp, un álbum que se alzó con el premio Grammy al mejor álbum de rock de 1997. Un álbum en directo de la posterior gira de promoción, Premonition, fue publicado un año después.
A pesar de su regreso a los escenarios en solitario, sus excompañeros de Credence, formaron una banda llamada "Credence Clewater Revisited" liderarda por los ex baterista Doug Clifford y el ex bajista Stu Cook, incorporaron un cantante y guitarra rítmica: john Tristao, completando la banda con Steve Gunner, guitarra principal, armónica,teclados y coro,innovando y tocando sin John Fogerty los legendarios temas de Credence, recorrieron el mundo entre ellos una gira por Argentina en octubre de 1998 y en el Famoso Festival Internacional de Viña del Mar en Chile durante1999 Con enorme éxito de sus fanes que veían en vivo y escuchaban por primera vez en vivo a Credence. Fogerty volvió a desmarcarse de los estudios de grabación y no volvió a grabar un nuevo álbum hasta que en 2004 publicó Deja Vu (All Over Again), un trabajo que critica, en la canción que le da título, la guerra de Iraq. El álbum fue publicado bajo un nuevo contrato discográfico con DreamWorks Records, quien obtuvo el control de distribución del catálogo musical de Fogerty.
La compra de Fantasy Records por el grupo Concord Records en 2004 dio fin a la disputa legal entre Fogerty y su antiguo sello discográfico, restableciendo el pago de regalías al músico por su trabajo con Creedence Clearwater Revival. El primer trabajo publicado bajo su nuevo contrato con Fantasy fue el recopilatorio The Long Road Home, que incluye éxitos tanto de su trabajo con la Creedence como en solitario. Un álbum en directo, The Long Road Home - In Concert fue publicado un año después.
Con la publicación de Deja Vu (All Over Again), las apariciones públicas de Fogerty volvieron a ser más frecuentes. En octubre de 2004, Fogerty salió con otros músicos en la gira Vote for Change, realizando varios conciertos en Estados clave de Estados Unidos. En el verano de 2005, Fogerty realizó una gira junto a John Mellencamp, y en 2006 con Willie Nelson. El 29 de junio de 2006, tocó por primera vez en más de 30 años en Gran Bretaña, en el Hammersmith Apollo de Londres.
En 2006, Fogerty participó en la grabación del álbum de Jerry Lee Lewis Last Man Standing, cantando a dúo la canción "Travellin' Band". Asimismo, participó en el directo Last Man Standing - Live, uniéndose a Lewis para cantar a dúo "CC Rider", "Will The Circle Be Unbroken" y "Good Golly Miss Molly".
En 2004, fue incluido en el número 40 de la lista de los 100 guitarristas más grandes de todos los tiempos, publicada por la revista Rolling Stone.

### 2007-2017: En la actualidad
Fogerty publicó un nuevo trabajo de estudio, Revival, el 2 de octubre de 2007. El álbum debutó en el puesto 14 de la lista Billboard 200 con 65.000 copias vendidas en su primera semana. Además, Revival fue nominado al mejor álbum rock del año en los premios Grammy.

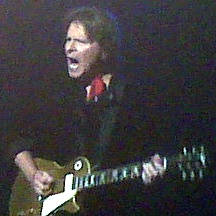
John Fogerty en Sídney, Australia, el 26 de marzo de 2008.

El 16 de marzo de 2008, Fogerty inició una gira por Australia respaldado por Dave Santos al bajo, Kenny Aronoff a la batería, Matt Nolen en los teclados, Hunter Perrin y Billy Burnette en la guitarra, y Dan Hochhalter al violín.
El 24 de junio de 2008, Fogerty volvió a tocar en directo en el Royal Albert Hall, después de ofrecer su último concierto con los Creedence en 1971, para cerrar su gira europea. El concierto fue filmado para una futura publicación en DVD. Asimismo, la revista Billboard confirmó que Fogerty estaba trabajando en un nuevo álbum de versiones de música country, a modo de secuela de su álbum debut, The Blue Ridge Rangers. Bajo el título de The Blue Ridge Rangers Rides Again, el álbum fue publicado el 1 de septiembre de 2009, e incluye la participación de Bruce Springsteen en "When Will I Be Loved?".
El 28 de mayo de 2013 llegó a las tiendas el nuevo álbum del exlíder de Creedence Clearwater Revival. El noveno álbum de estudio de John Fogerty “Wrote A Song For Everyone” (escribí una canción para todos) será lanzado por Vanguard Records. En este material, Fogerty hace un repaso de los clásicos como: “Fortunate Son”, “Lodi”, “Bad Moon Rising” y otro temas legendarios de Creedence. Foo Fighters, Tom Morello y My Morning Jacket son algunos de los invitados de Fogerty, que le darán un aire renovador a las canciones que ya conocemos. Incluido un tema en conjunto con otra leyenda de la música: Bob Seger, quien reversiona la ya conocida “Who’ll Stop The Rain”. Sólo dos temas no pertenecen al catálogo Creedence: “Mystic Highway” y “Train of Fools,” estas canciones no incluyen ningún invitado.
El 18 de febrero de 2017, John Fogerty se presenta como invitado especial en el concierto "Eternamente Juan Gabriel", realizado en el Foro Pegaso de Toluca, México, como parte de un homenaje al cantante y compositor mexicano fallecido el 28 de agosto de 2016. En aquel entonces, una vez que se confirmó la noticia del deceso de Juan Gabriel, Fogerty había manifestado a través de su cuenta oficial en Facebook su pesar por la repentina muerte del artista, a quien había conocido hace unos meses antes con motivo de la publicación de Quiero Creedence, un disco tributo a Creedence Clearwater Revival por parte de diversos cantantes latinos. El disco incluía una versión de "Have You Ever Seen the Rain?, que Juan Gabriel había grabado en español con el título "Gracias al sol", la cual había sido de completo agrado por parte de Fogerty.

## Equipo musical

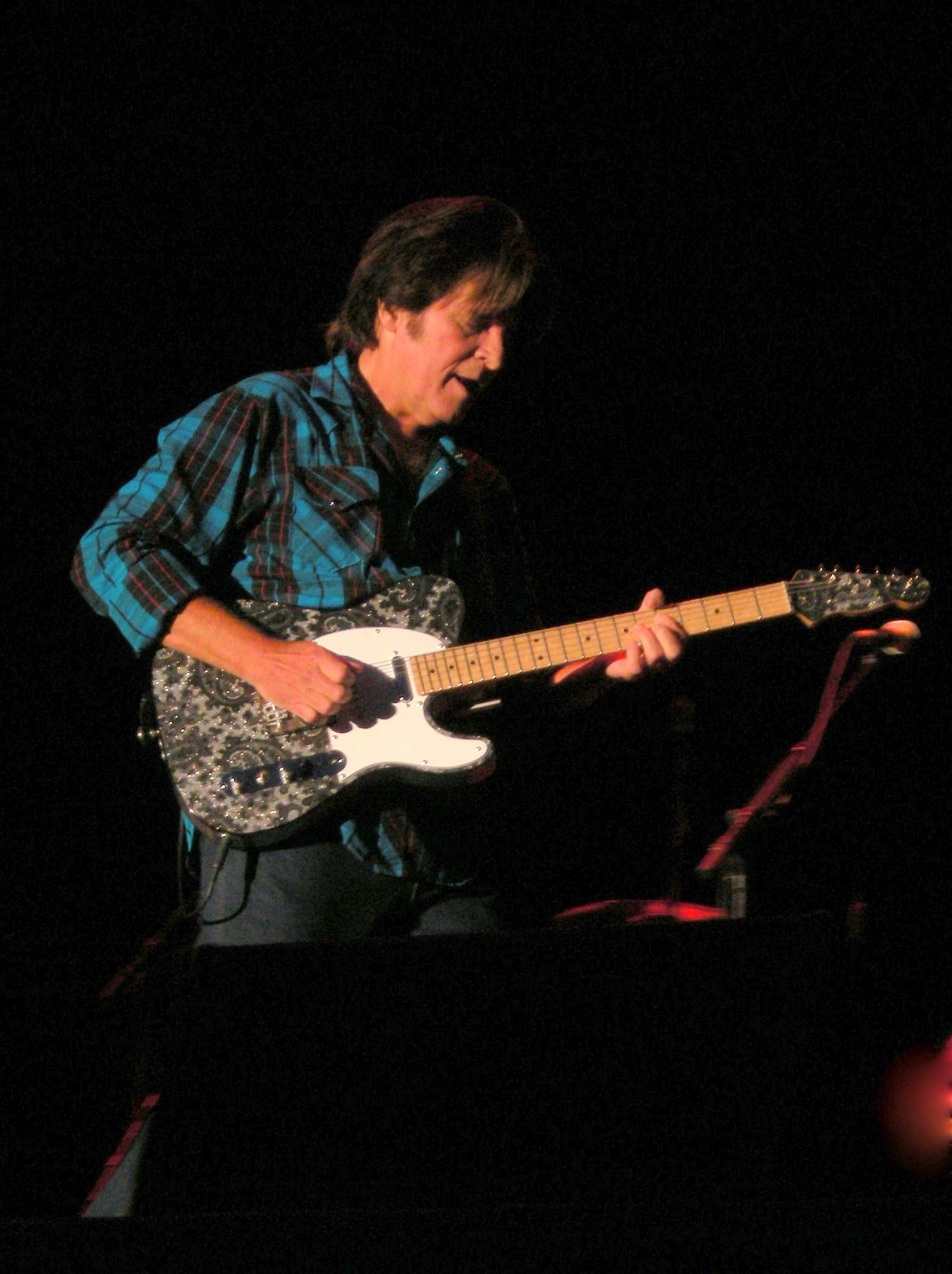
Fogerty utilizando una guitarra Crook modelo Telecaster.

La primera guitarra eléctrica de Fogerty fue una Silvertone con un amplificador de cinco vatios que adquirió en Sears por 80 dólares. Durante los años sesenta, con The Golliwogs, Fogerty tocó una Fender Mustang que posteriormente cambió por una Rickenbacker 325 que equipó con un vibrato Bigsby. Durante sus primeros años con Creedence Clearwater Revival, Fogerty tocó una Gibson ES-175 que fue robada y reemplazada por una Gibson Les Paul. Durante esta etapa, Fogerty usó al menos dos Les Paul, una con un vibrato Bigsby.
Durante su carrera en solitario, Fogerty continuó usando guitarras Gibson como Les Paul Junior y Les Paul Goldtop, así como varias guitarras Fender, incluyendo una Fender Telecaster modificada con un humbucker en posición central, y una Fender Stratocaster con dos humbuckers Fender Telecaster Deluxe. Como amplificadores, usa Mesa Boogie, Seymour Duncan y Marshall, y en sus inicios usó un Kustom K200 A-4.
En los últimos años, Fogerty ha utilizado un gran número de guitarras con las que ha salido de gira. Además de las ya mencionadas, utiliza cuatro PRS, dos guitarras acústicas Taylor, dos Ernie Ball y una Maton BB1200.

## Discografía

### Con Creedence Clearwater Revival
- Creedence Clearwater Revival (1968)
- Bayou Country (1969)
- Green River (1969)
- Willy and the Poor Boys (1969)
- Cosmo's Factory (1970)
- Pendulum (1970)
- Mardi Gras (1972)

### Como solista
- 1973: The Blue Ridge Rangers
- 1975: John Fogerty
- 1976: Hoodoo
- 1985: Centerfield
- 1986: Eye of the Zombie
- 1997: Blue Moon Swamp
- 1998: Premonition (Vivo)
- 2004: Deja Vu (All Over Again)

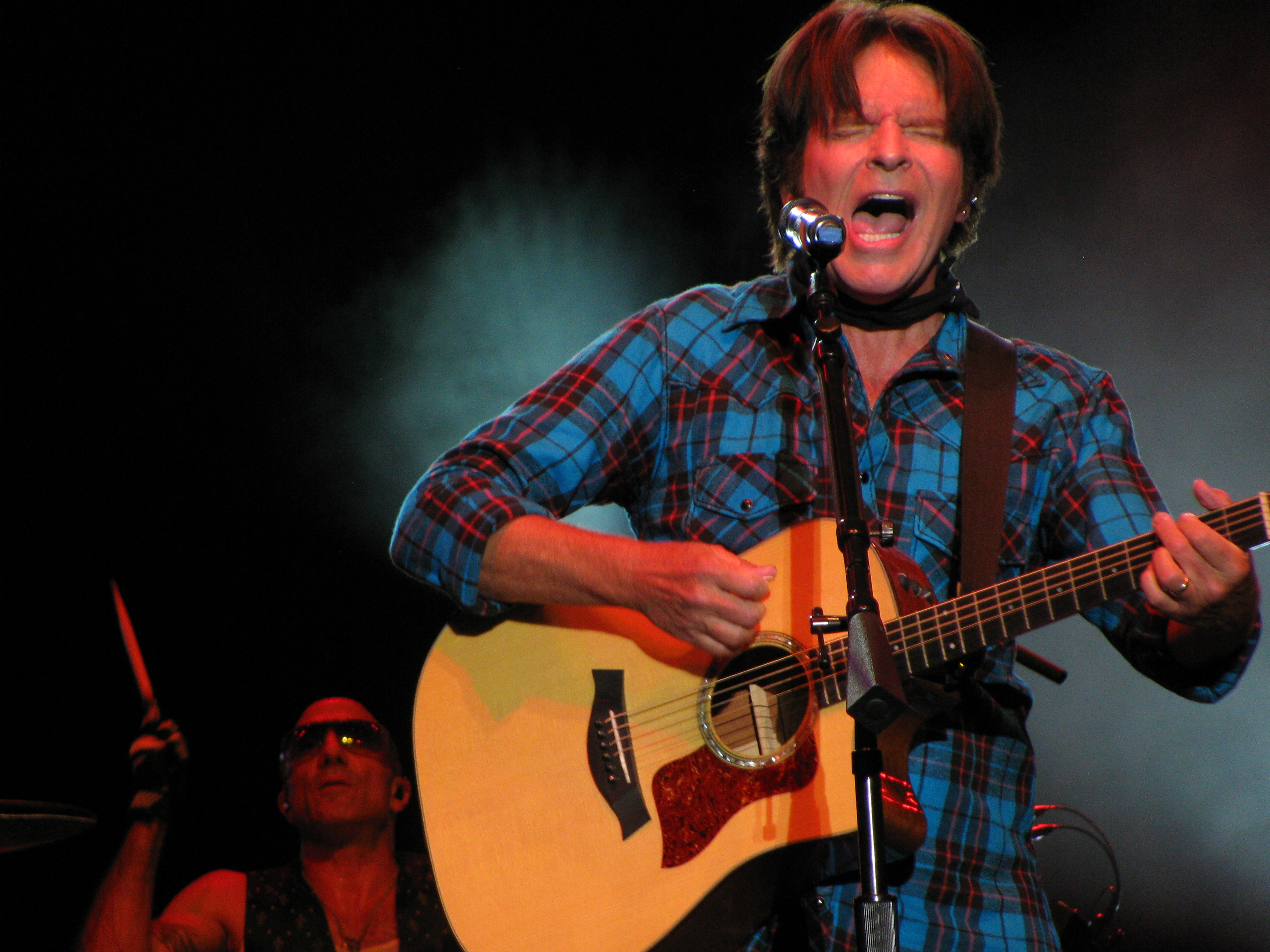
John Fogerty actuando en Ottawa en 2011.

- 2006: The Long Road Home - In Concert (Vivo)
- 2007: Revival
- 2009: The Blue Ridge Rangers Rides Again
- 2013: Wrote a Song for Everyone
- 2020: Fogerty's Factory

### Recopilatorios
- 2005: The Long Road Home
- 2007: The Best of the Songs of John Fogerty